# Jeppe Kristensen
Jeppe Kristensen (født 22. juni 1922 i Agerbæk, død 7. januar 1984) var en dansk agronom, landbrugsøkonom og politiker fra Venstre, der var medlem af Folketinget i tre perioder i 1970'erne.

## Opvækst og uddannelse
Kristensen var søn af gårdejer Kristian Kristensen og Ane Kirstine Kristensen. Han gik i folkeskole i Agerbæk og tog realeksamen på Grindsted Realskole i 1938. I 1949 blev han agronom fra Landbohøjskolen i København, hvorefter han blev Master of Science i landøkonomi fra et universitet i Oklahoma, USA i 1951. Han foretog studierejser til Australien og New Zealand i 1956 og til USA i 1964.

## Erhvervskarriere
Kristensen arbejdede ved Det landøkonomiske Driftsbureau  fra 1949. Fra 1951 til 1952 var han ungdoms- og fodringskonsulent i Thisted. Han blev forstander på Høng Landbrugsskole i 1952 og forstander på Bygholm Landbrugsskole i 1956. I 1965 blev han gårdejer.

## Politisk arbejde
Kristensen var medlem af sognerådet i Hatting-Torsted Sognekommune fra 1962 til 1666. Han var opstillet til Folketinget for Venstre i Juelsmindekredsen i Vejle Amtskreds. Ved folketingsvalget 1971 blev han 1. stedfortræder for Venstre i amtskredsen, og da Merete Bjørn Hanssen udtrådte af Folketinget i 1972 overtog han hendes folketingsmandatet. Han opnåede ikke genvalg ved folketingsvalget 1973, men blev valgt igen ved folketingsvalget 1975. Ved valget i 1977 måtte han igen forlade Folketinget, med genindtrådte i 1978, da Poul Hartling nedlagde sit mandat. Igen blev det ikke til genvalg ved det næste folketingsvalg i 1979, men Jeppe Kristensen var midlertidigt folketingsmedlem i næsten to måneder i foråret 1981 som stedfortræder for Jens Peter Jensen.
Han var kandidat for Venstre til Europa-Parlamentsvalget 1979.

## Tillidsposter
Jeppe Kristensen var medlem af bestyrelsen for Horsens Landbrugsforening fra 1959 og foreningens formand fra 1971 til 1975. Han var medlem af tilsynsrådet for Horsens Sparekasse fra  1959 til 1971. Han var formand for Danmarks Landboungdom fra 1966 til 1969 og formand for ungdomsudvalget i Foreningen af jydske Landboforeninger fra 1966 til 1973. Han var tillige formand for Landbrugets radioudvalg fra 1966 til 1979 og leder af U-landskursus for Danida i Uganda i  1970.